# Rui Duarte
Rui Duarte (Lisboa, 11 de Outubro de 1980) é um futebolista português, que joga habitualmente a defesa.
Recentemente assinou pelo Rapid de Bucareste, do campeonato romeno de futebol.